# Ilex daphnogenea
Ilex daphnogenea är en järneksväxtart som beskrevs av Reiss. Ilex daphnogenea ingår i släktet järnekar, och familjen järneksväxter. Inga underarter finns listade i Catalogue of Life.